# Neopsèustids
Els neopsèustids (Neopseustidae) són una família lepidòpters glossats, l'única de la superfamília dels neopseustoïdeus (Neopseustoidea) i de l'infraordre dels neopseustins (Neopseustina).
Són unes arnes arcaiques diürnes que es troben a Sud-amèrica i Sud-est d'Àsia; es desconeix la seva biologia. La morfologia de les antenes ha estat ben estudiada.

## Taxonomia
Es coneixen 4 gèneres i unes 12 espècies.
- Apoplania Davis, 1975
- Nematocentropus Hwang, 1965
- Neopseustis Meyrick, 1909
- Synempora Davis i Nielsen, 1980

## Distribució
El gènere Nematocentropus sembla el més primitiu i és propi d'Assam, Myanmar i Sichuan (Xina). Tres espècies de Neopseustis es troben des d'Assam fins a Taiwan; Synempora andesae i tres espècies d'Apoplania tenen una distribució per la part meridional de Sud-amèrica.